# Förvildade svin

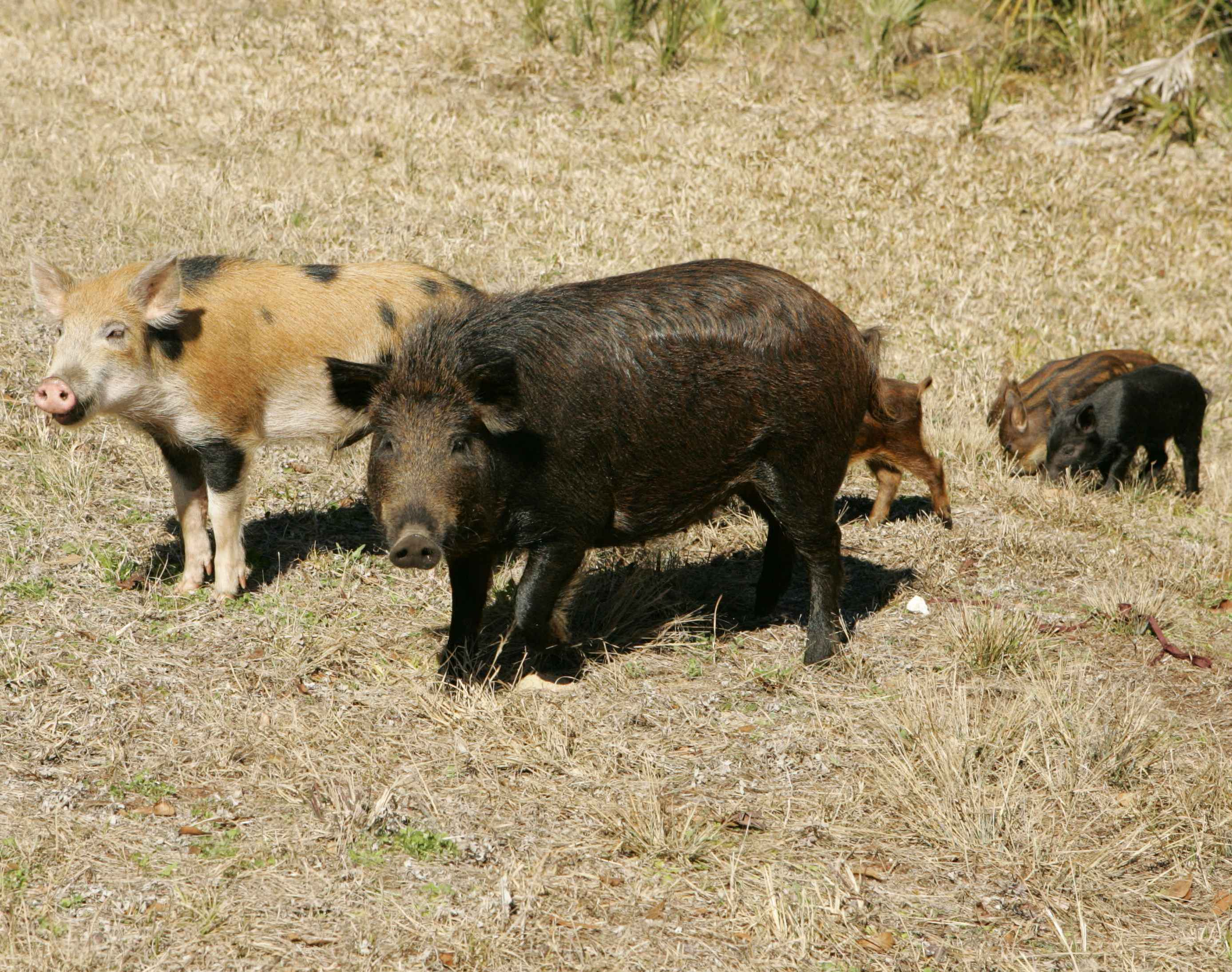
Förvildade svin i USA.

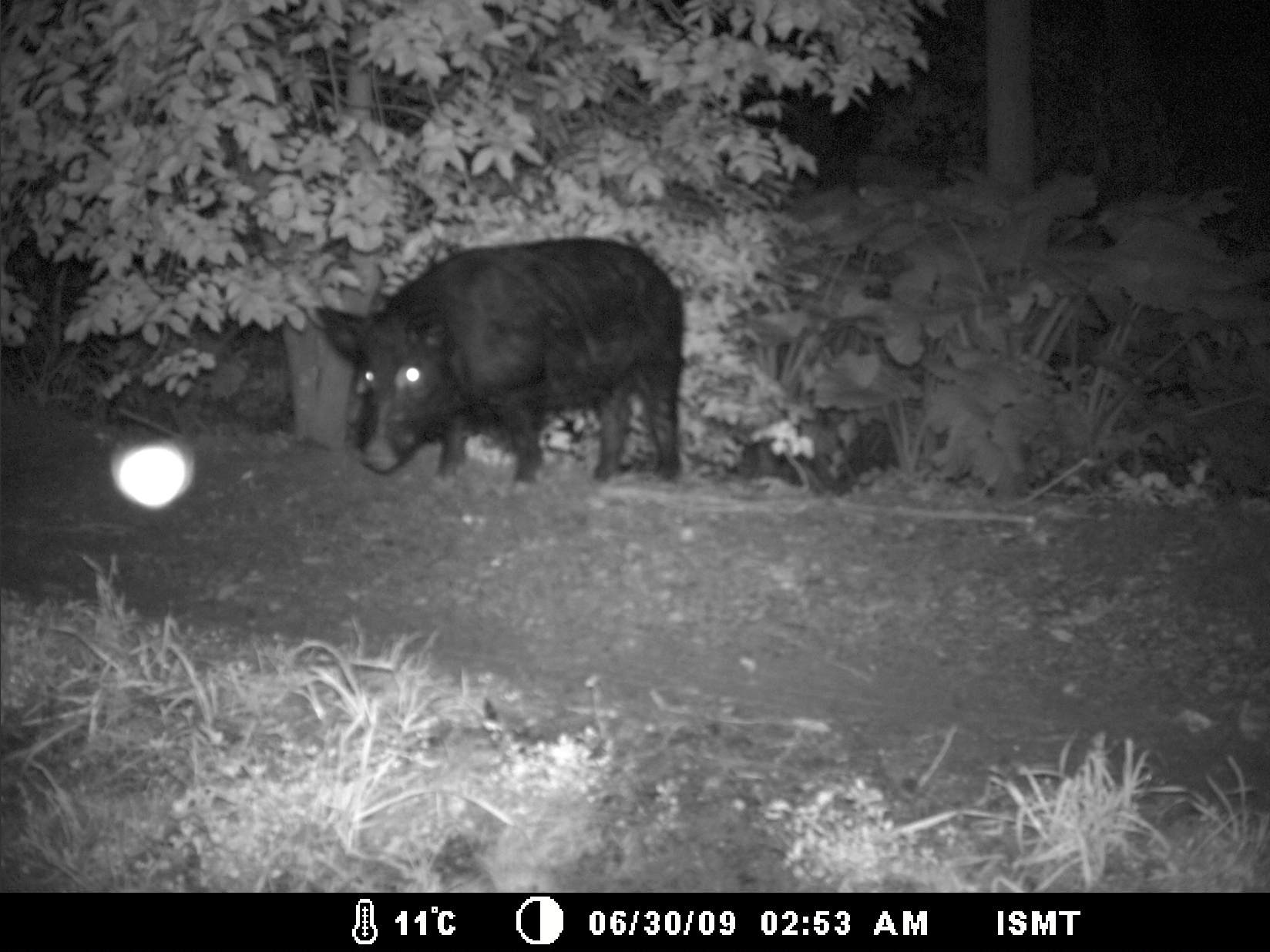
Förvildade svin i Brisbane.

Förvildade svin eller förvildade grisar (engelska: feral pigs eller feral hogs) är tamsvin som förvildats och lever vilt. De kan ha rymt från tamsvinsbesättningar alternativt medvetet satts ut i naturen. De är vanligast förekommande i Nordamerika och USA och kan para sig med vildsvin där dessa båda lever i samma miljö.

## Biologi och effekter
I likhet med vildsvin är förvildade svin mestadels nattaktiva. De liknar utseendemässigt förlängda varianter av vildsvin och blir cirka 100 kg tunga. I likhet med vildsvin är de förvildade svinen betydligt mer rörliga än tamsvin, med en löphastighet över korta sträckor på uppemot 50 km/h, kapabla till att hoppa och att ta sig ut ur gropar som de hamnat i.
Förvildade djur kan ofta förändra dynamiken i faunan, i likhet med introducerade eller invasiva arter. I delar av USA påverkar förvildade svin sin miljö genom aggressivt födosök och rotande i marken, på samma sätt som vildsvin i bland annat Sverige är ett hot mot en del trädgårdsodlingar och åkrar.

## Spridning
Grisar som hålls på Moluckerna och Nya Guinea är troligen hybrider mellan tam- och vildsvin. I flera regioner på jorden lever förvildade populationer av tamsvin som släppts fria eller som rymt från sina ägare. Under 1990-talet levde i Australien uppskattningsvis 5 till 15 miljoner förvildade svin.
I östra Nordamerika levde på 1990-talet cirka 0,5 till 2 miljoner förvildade grisar, och 20 år senare beräknades mängden förvildade svin bara i staten Texas vara 1,5 miljoner. En siffra från 2013 angav 5,5 till 8 miljoner förvildade svin i USA. I USA förekommer de främst i Sydstaterna med sitt varmare klimat året om.